# Acanthoideae
Acanthoideae este o subfamilie din Acanthaceae care are următoarele triburi:

## Triburi
- Acantheae
- Ruellieae